# Ałeksandrija Kijów
Ałeksandrija Kijów (ukr. МФК «Александрія» Київ) – ukraiński klub futsalu kobiet, mający siedzibę w mieście Kijów w środkowo-północnej części kraju, grający w latach 2002–2007 w rozgrywkach futsalowej Wyższej Ligi kobiet.

## Historia
Chronologia nazw:
- 2002: MFK Ałeksandrija Kijów (ukr. МФК «Александрія» Київ)

Klub futsalu Ałeksandrija został założony w Kijowie w 2002 roku. W sezonie 2002/03 drużyna zgłosiła się do rozgrywek futsalowej Wyższej Ligi kobiet, zajmując ostatnie ósme miejsce. W następnym sezonie 2003/04 zespół awansował na siódmą lokatę. W 2005 był dziewiątym w końcowej klasyfikacji. W sezonie 2005/2006 ponownie brał udział w Wyższej lidze. W sezonie 2006/2007 zajął ostatnie szóste miejsce w mistrzostwach i potem zrezygnował z dalszych występów w mistrzostwach.

## Barwy klubowe, strój, herb, hymn
|  |  |

Klub ma barwy biało-czerwone. Piłkarki domowe spotkania zazwyczaj grają w białych koszulkach, czerwonych spodenkach oraz białych getrach.

## Sukcesy

### Trofea międzynarodowe
Nie uczestniczył w rozgrywkach europejskich (stan na 31-05-2021).

### Trofea krajowe
| \| \| Zdobyte trofea w rozgrywkach Ukrainy (stan na: 31-05-2021) \| |                                                            |      |          |
| Rozgrywki                                                           | Osiągnięcie                                                | Razy | Sezon(y) |
| · Mistrzostwo                                                       | I miejsce                                                  | 0    |          |
| · Mistrzostwo                                                       | II miejsce                                                 | 0    |          |
| · Mistrzostwo                                                       | III miejsce                                                | 0    |          |
| · Mistrzostwo                                                       | 6.miejsce                                                  |      | 2006/07  |
| Puchar                                                              | zdobywca                                                   | 0    |          |
| Puchar                                                              | finalista                                                  | 0    |          |
| · Superpuchar                                                       | zdobywca                                                   | 0    |          |
| · Superpuchar                                                       | finalista                                                  | 0    |          |
| II liga                                                             | I miejsce                                                  | 0    |          |
| II liga                                                             | II miejsce                                                 | 0    |          |
| II liga                                                             | III miejsce                                                | 0    |          |
| Ukraina                                                             | Zdobyte trofea w rozgrywkach Ukrainy (stan na: 31-05-2021) |      |          |

## Poszczególne sezony

### Rozgrywki międzynarodowe

#### Europejskie puchary
Nie uczestniczył w rozgrywkach europejskich (stan na 31-05-2021).

### Rozgrywki krajowe
| \| \| Bilans występów klubu w rozgrywkach Ukrainy (Stan na 31 maja 2021 r.) \| |                                                                       |        |       |   |   |   |    |    |     |           |        |        |      |
| Poziom                                                                         | Rozgrywki                                                             | Sezony | Mecze | Z | R | P | B+ | B– | Pkt | Lata      | Awanse | Spadki | Naj. |
| I                                                                              | Wyszcza liha                                                          | 5      |       |   |   |   |    |    |     | 2002–2007 | 0      | 0      | 6    |
| II                                                                             | Persza liha                                                           | 0      |       |   |   |   |    |    |     |           | 0      | 0      |      |
|                                                                                | Puchar Ukrainy                                                        | ?      |       |   |   |   |    |    |     | 2002–2007 | 0      | 0      |      |
| Ukraina                                                                        | Bilans występów klubu w rozgrywkach Ukrainy (Stan na 31 maja 2021 r.) |        |       |   |   |   |    |    |     |           |        |        |      |

## Hala
Drużyna rozgrywa swoje mecze w Hali Spartak, znajdującej się przy ul. Kyryłowśka 105 w Kijowie.

### Inne sekcje
Klub oprócz głównej drużyny prowadzi drużynę młodzieżowe oraz dla dzieci, grające w turniejach miejskich.

### Derby
- Darnycia Kijów
- NUChT Kijów
- Płaneta Kijów
- SDJuSzOR-19 Kijów
- SocTech Kijów